# William Gedney
William Gedney, né le 29 octobre 1932 à Albany, et mort le 23 juin 1989 à Staten Island aux États-Unis est un photographe américain.

## Biographie
Né en 1932, à Albany, capitale de l'État de New York. En 1955, il obtient une licence de graphiste au Pratt Institute et commence à travailler pour Condé Nast.
Il marcha sur les traces de Henry Miller en parcourant Myrtle Avenue avec son appareil photo.
William Gedney meurt en 1989 des suites du sida. 
En 1992 les archives de William Gedney ont été déposées par Lee et Maria Friedlander, ses plus proches amis, à l’Archive of Documentary Arts à la David M. Rubenstein Rare Book & Manuscript Library, à la Duke University à Durham, en Caroline du Nord.

## Ouvrages
- William Gedney (1932-1989), Only the lonely, sous la direction de Gilles Mora, Paris, Éditions Hazan, 2017,  (ISBN 9782754110129)

## Expositions

### Expositions personnelles
- 1968 : Eastern Kentucky and San Francisco: Photographs by William Gedney, au Musée d'art moderne de New-York (MoMA).
- 2016 : All Facts Eventually Lead To Mysteries, à la Howard Greenberg Gallery, New York
- 2017 : Only the Lonely, 1955-1984, du 28 juin 2017 au 17 septembre 2017, Pavillon populaire, Montpellier[3].

### Expositions collectives
- The New-York school show – Les photographes de l'École de New York 1935-1965, du 7 octobre 2020 au 10 janvier 2021, Pavillon populaire, Montpellier